# Pratobello (brano musicale)
| «Orgòsolo pro terra de bandidos Fin'a eris da-e totu' fis connota Ma oe a Pratobello tot' unidos Fizos tuos falado' sun in lota Contra s'invasione militare...» | «Orgòsolo, fino a ieri, da tutti eri conosciuta come terra di banditi Ma oggi a Pratobello, tutti uniti, i tuoi figli sono scesi in lotta Contro l'invasione militare...» |

Pratobello è un componimento scritto da Nicolò Giuseppe Rubanu nel 1969 per inneggiare al risultato ottenuto dalla rivolta popolare antimilitarista, messa in atto col metodo della resistenza nonviolenta dai cittadini di Orgosolo nella frazione di "Pratobello", nota come Rivolta di Pratobello. Il brano fu inciso dal 
Gruppo Rubanu nel loro LP Su lamentu de su pastore nel 1975.

## Interpreti
- Gruppo Rubanu
- Kenze Neke
- Luciano Pigliaru